# Palma de Oro
Palma de Oro är en ort i Mexiko.   Den ligger i kommunen Isla och delstaten Veracruz, i den sydöstra delen av landet, 400 km öster om huvudstaden Mexico City. Palma de Oro ligger 19 meter över havet och antalet invånare är 163.
Terrängen runt Palma de Oro är platt. Runt Palma de Oro är det ganska tätbefolkat, med 52 invånare per kvadratkilometer. Närmaste större samhälle är Tesechoacan, 9,4 km norr om Palma de Oro. Trakten runt Palma de Oro består till största delen av jordbruksmark.